# Twilight Force
Twilight Force ist eine schwedische Power-Metal-Band aus Falun, die im Jahr 2011 gegründet wurde. Der musikalische Stil der Gruppe ist an dem epischen Power Metal der späten 1990er Jahre angelehnt und verbindet heroische Melodien mit akustischen Instrumenten wie Laute und Cembalo. Eine Besonderheit der Band ist, dass alle Bandmitglieder eine selbst erdachte Rollenspielfigur verkörpern.

## Werdegang
Im Jahr 2014 veröffentlichten sie bei Black Lodge Records ihr erstes Album, Tales of Ancient Prophecies. Das Album erzählt die Geschichte einer Gruppe von Kriegern, der Knights of Twilight’s Might, die sich mit Hilfe eines mächtigen Drachen aufmachen, ihr Land aus der Hand eines übel-gesinnten Gebieters zu befreien. Um ihr Album zu promoten, trat die Band, gemeinsam mit Freedom Call, als Support für Sonata Arctica in vielen Städten in Europa auf.
Ihr zweites Studioalbum Heroes of Mighty Magic erschien am 26. August 2016 bei Nuclear Blast. Es konnte sich in den deutschen Albumcharts und der Schweizer Hitparade platzieren.
Anfang Oktober 2017 verkündete die Band, dass Sänger Chrileon die Band verlässt. Für die anstehende Tour mit Dragonforce konnte Tommy Johansson (Sabaton, ReinXeed) verpflichtet werden. Am 6. Juni 2018 gab die Band bekannt, dass Alessandro Conti (Luca Turilli’s Rhapsody, Trick or Treat) Chrileons Nachfolge antritt. Im August 2019 erschien zudem das Album Dawn of the Dragonstar.
Am 20. Juni 2024 wurde durch einen Instagram Post verkündet, dass beide Gitarristen, Philip Lindh und Jocke Leandro Johansson, sowie Bassist Dunder Björn Lundqvist, die Band verlassen.
Musikalisch werden sie oft mit den frühen Rhapsody of Fire oder Gloryhammer verglichen.

## Galerie

Twilight Force, derzeitige Besetzung live auf dem Rockharz 2022
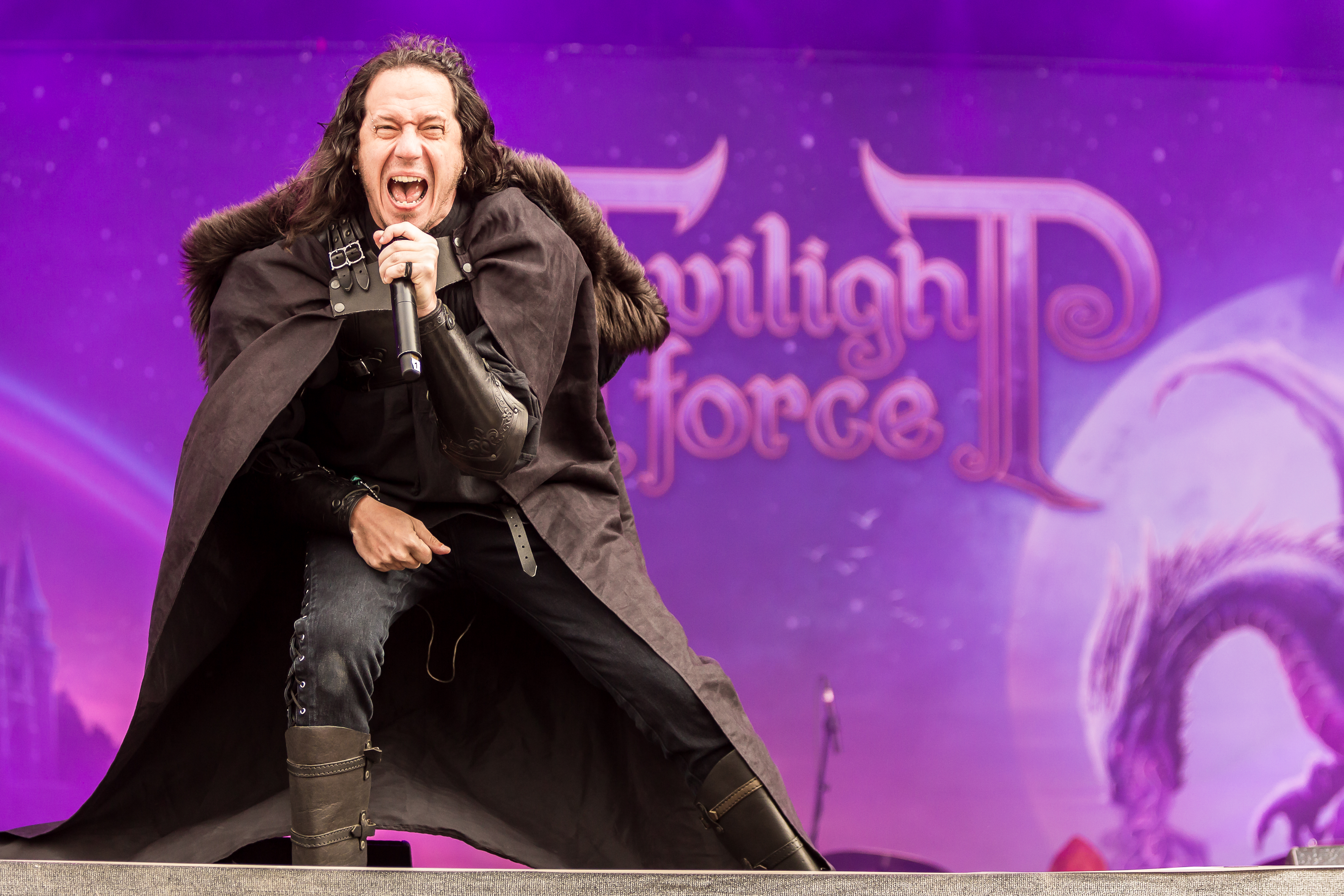
Sänger Allyon
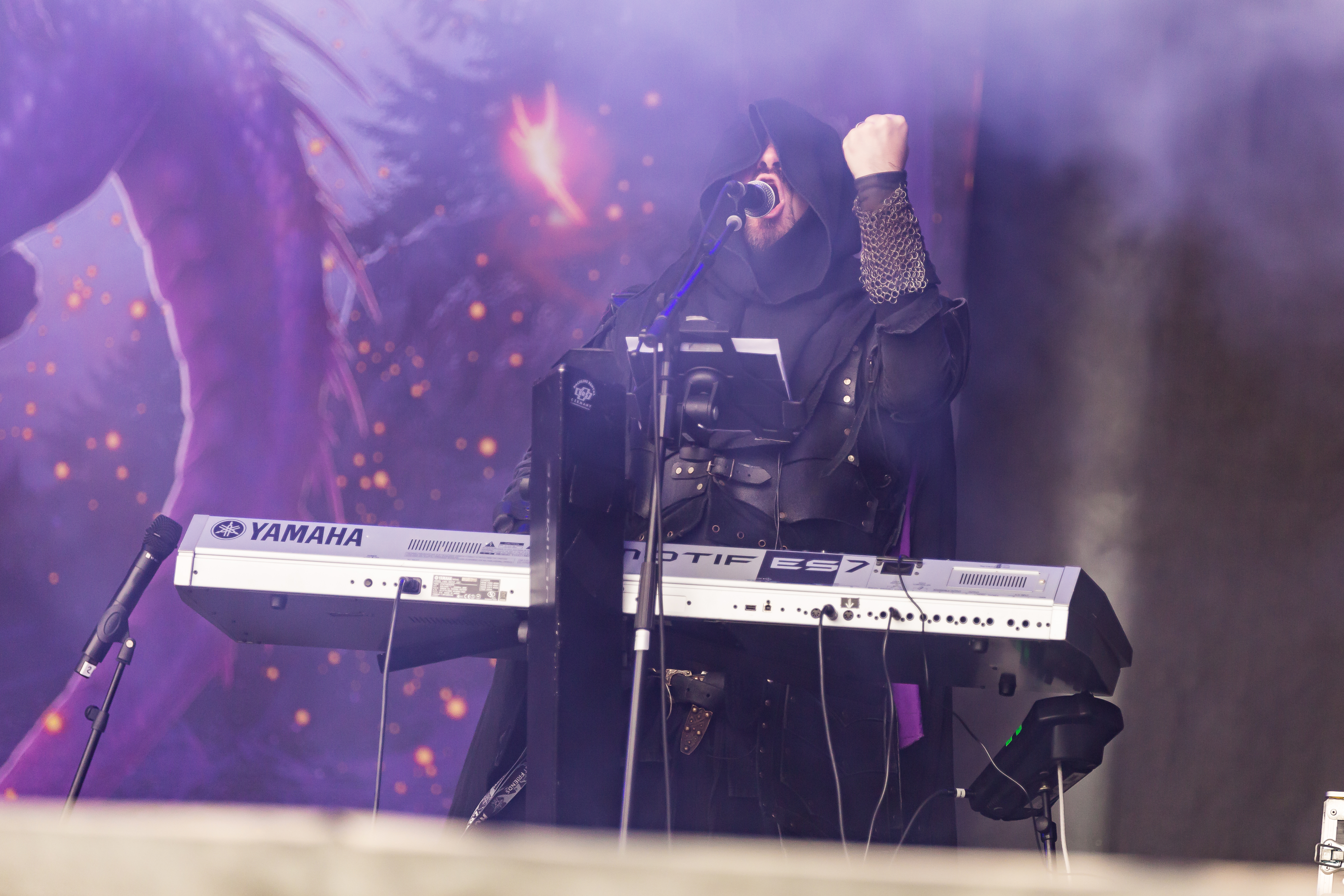
Keyboarder Blackwald
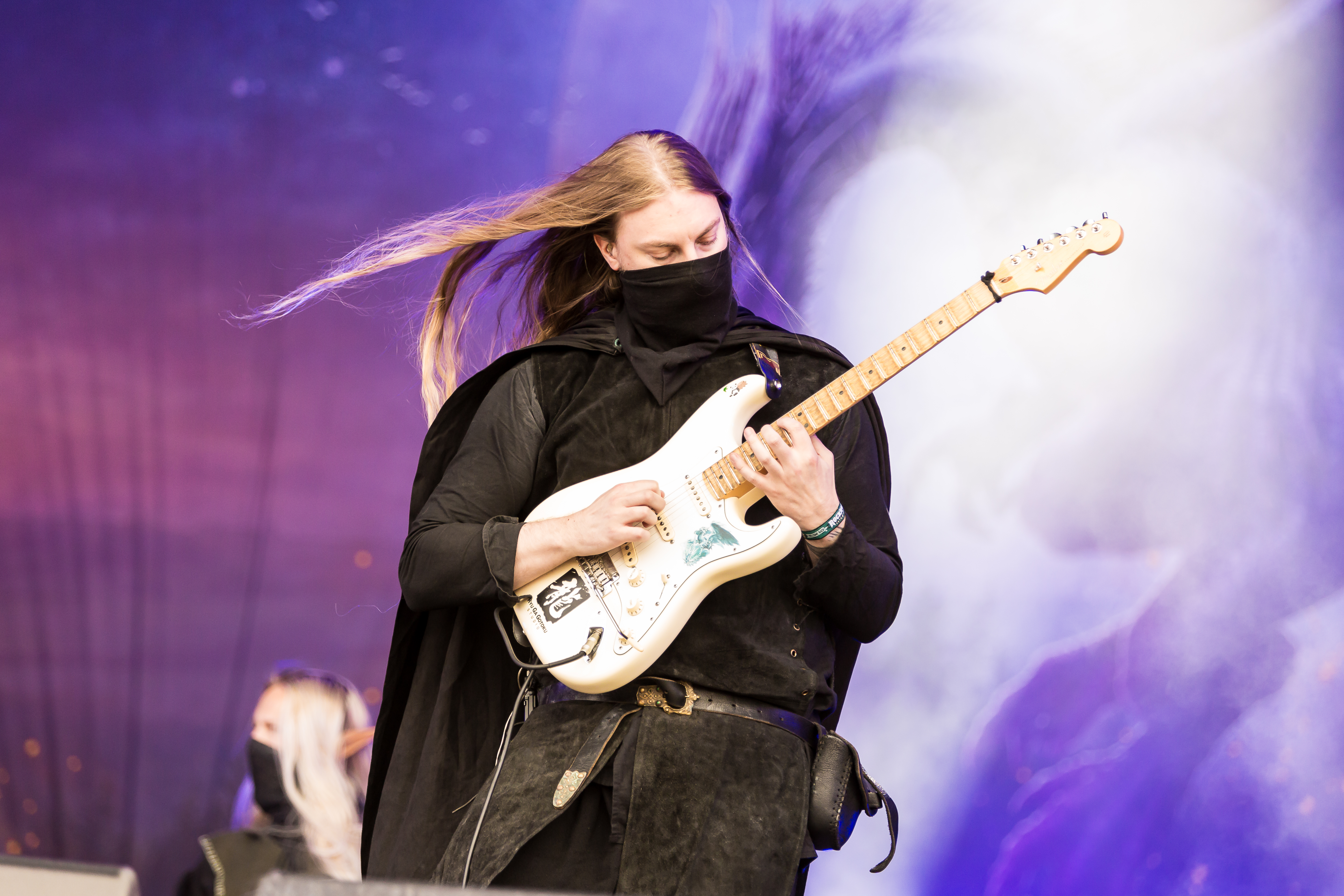
Gitarrist Lynd
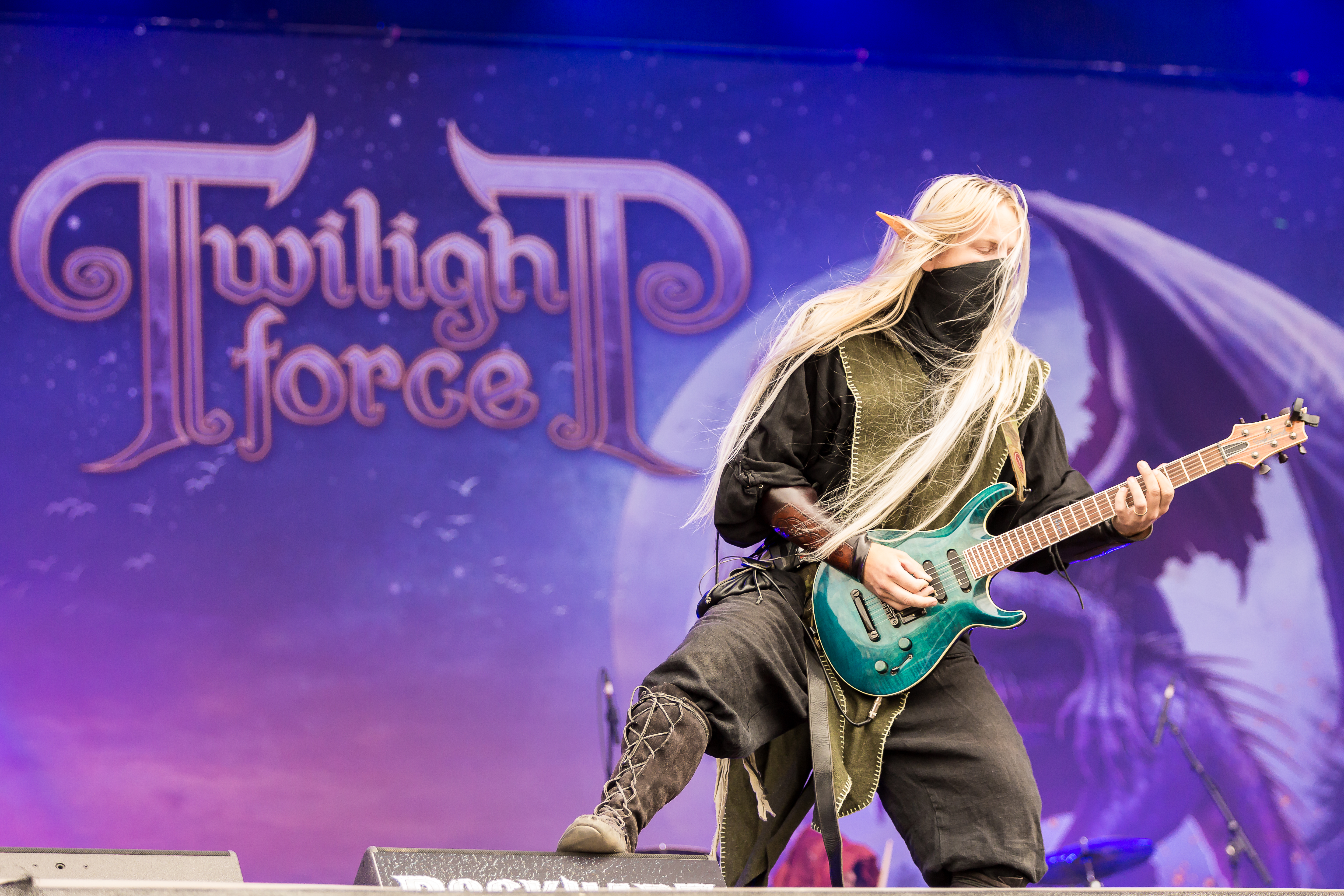
Gitarrist Aerendir
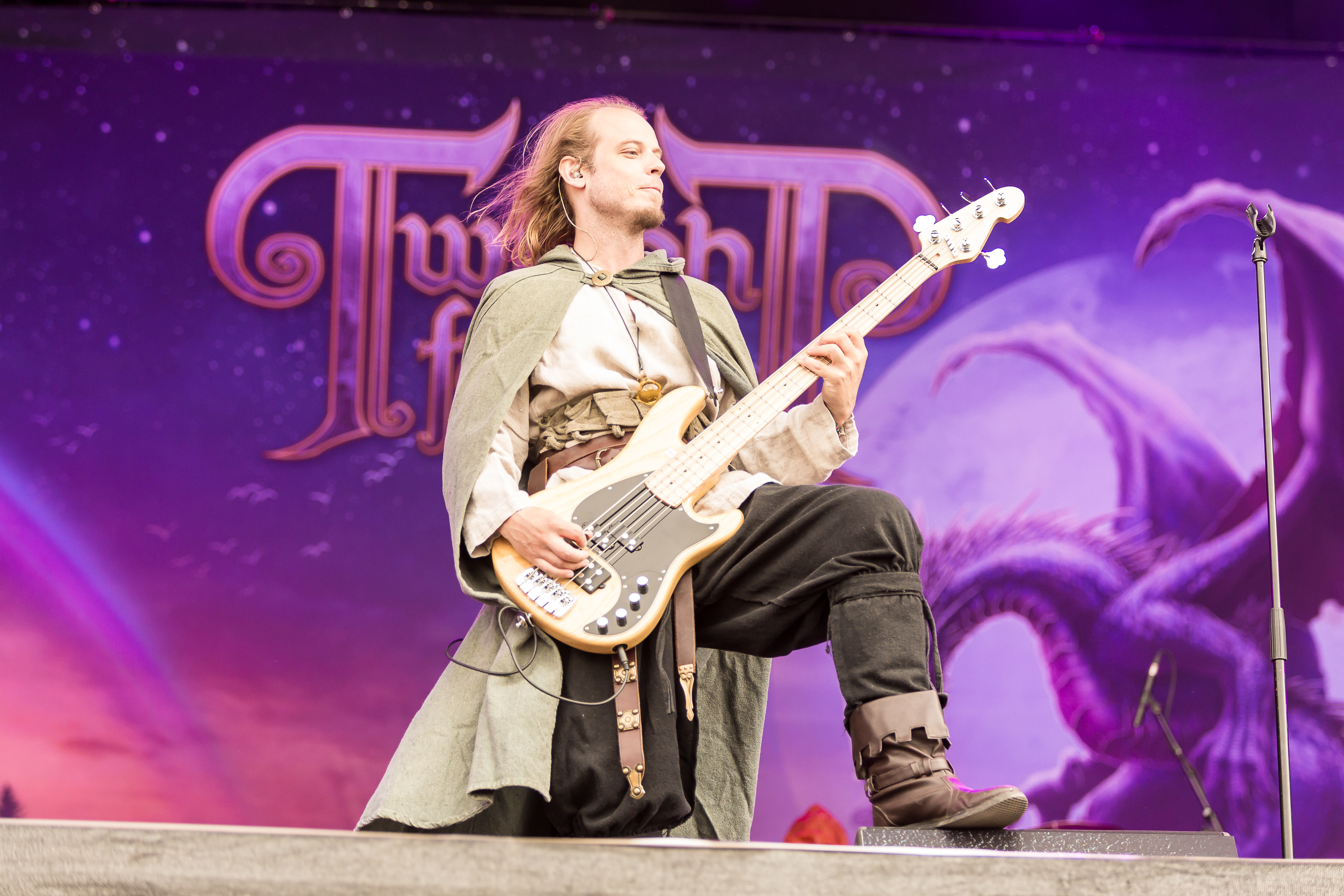
Bassist Born
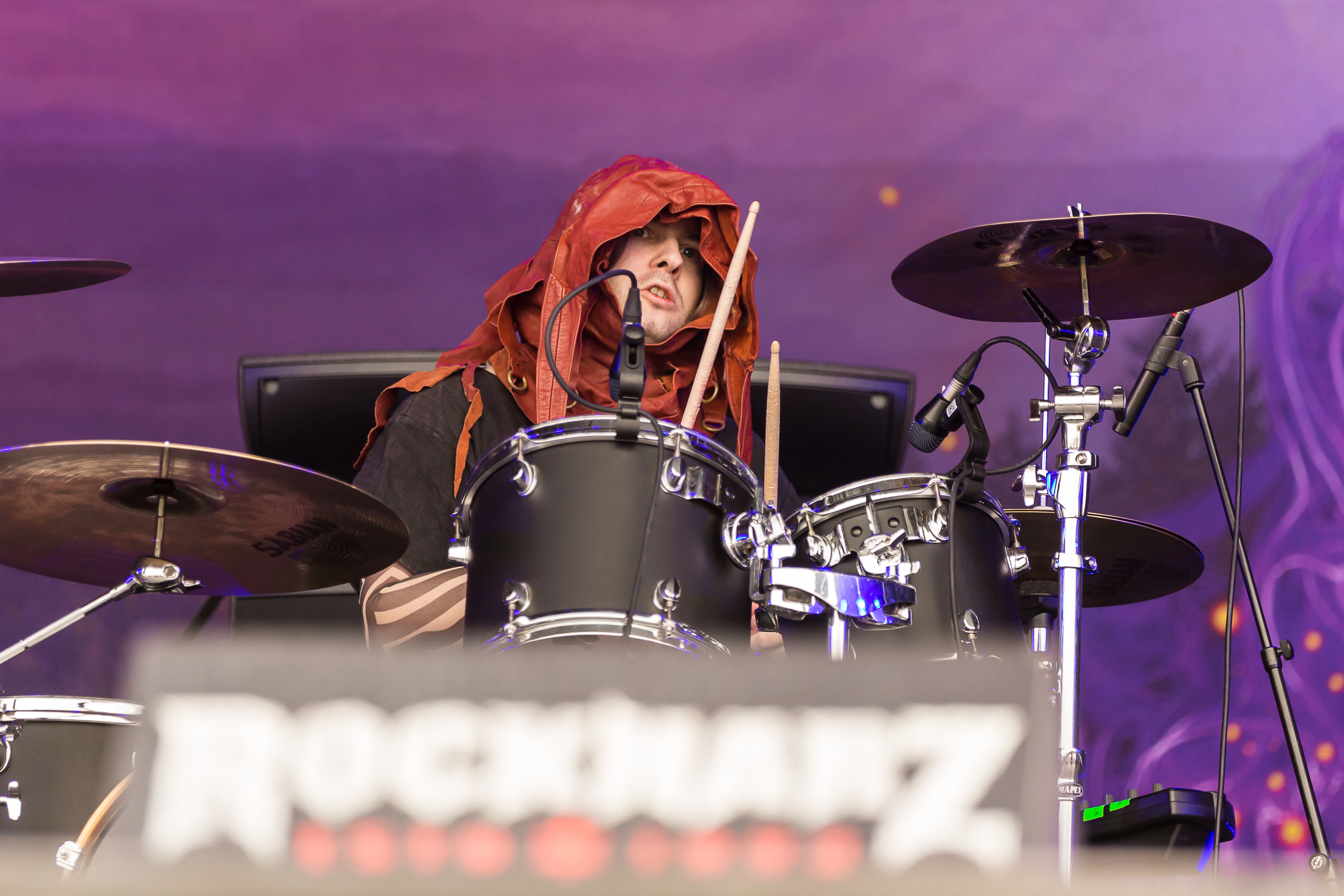
Schlagzeuger De’Azsh

## Diskografie

### Alben
| Jahr | Titel Label                                     | Höchstplatzierung, Gesamtwochen, AuszeichnungChartplatzierungen (Jahr, Titel, Label, Platzierungen, Wochen, Auszeichnungen, Anmerkungen) | Höchstplatzierung, Gesamtwochen, AuszeichnungChartplatzierungen (Jahr, Titel, Label, Platzierungen, Wochen, Auszeichnungen, Anmerkungen) | Höchstplatzierung, Gesamtwochen, AuszeichnungChartplatzierungen (Jahr, Titel, Label, Platzierungen, Wochen, Auszeichnungen, Anmerkungen) | Anmerkungen                           |
| Jahr | Titel Label                                     | DE | CH | SE | Anmerkungen                           |
| ---- | ----------------------------------------------- | --- | --- | --- | ------------------------------------- |
| 2014 | Tales of Ancient Prophecies Black Lodge Records | — | — | SE29 (2 Wo.)SE | Erstveröffentlichung: 4. Juni 2014    |
| 2016 | Heroes of Mighty Magic Nuclear Blast            | DE54 (1 Wo.)DE | CH44 (1 Wo.)CH | — | Erstveröffentlichung: 26. August 2016 |
| 2019 | Dawn of the Dragonstar Nuclear Blast            | DE43 (1 Wo.)DE | CH36 (1 Wo.)CH | — | Erstveröffentlichung: 16. August 2019 |
| 2023 | At the Heart of Wintervale Nuclear Blast        | DE57 (1 Wo.)DE | CH32 (1 Wo.)CH | — | Erstveröffentlichung: 20. Januar 2023 |

### Singles
- 2014: The Power of the Ancient Force (Online-Single)
- 2015: Gates of Glory (Online-Single)